# 小行星10666
小行星10666（10666 Feldberg）是一颗绕太阳运转的小行星，为主小行星带小行星。该小行星于1977年10月16日发现。

## 轨道参数
小行星10666的轨道半长轴为2.2216106 UA，离心率为0.059。